# Michel Aoun
Michel Naim Aoun, född 30 september 1933 i Haret Hreik i Baabda-distriktet söder om Beirut, är en libanesisk politiker. Han var Libanons president mellan 31 oktober 2016 till den 31 oktober 2022. Han är en tidigare general.
Han leder partiet Fria patriotiska fronten, som huvudsakligen består av maroniter, och som ingår i den Hizbolla-dominerade 8 mars-rörelsen.

## Bakgrund
Allt sedan självständigheten från Frankrike 1945 bygger Libanons politiska liv och offentliga sektor på en maktdelning mellan olika religiösa grupper i landet. Enligt grundlagen ska landet ha en maronitisk president, en sunnimuslim till premiärminister och en shiitisk talman.
I 1955 utexaminerade Aoun som löjtnant från Libanons Militärakademien. Sedan fortsatte han sina studier både i Frankrike och USA. Under det libanesiska inbördeskriget, i 1977, byggde Aoun en brigad som bestod av både kristna och muslimer..
När staten Israel bildades 1948 fördrev israelerna 750 000 palestinier därifrån till grannstaterna.
Sedan den palestinske ledaren Yasser Arafat i början av 1970-talet blivit ovän med Syriens ledare Hafez al-Assad tvingades han fly till Libanon där han upprättade ett högkvarter och utförde gerillaattacker mot Israel. Israelerna svarade med att anfalla, till skada för Libanons sköra infrastruktur och ekonomi. Detta och politiska inre stridigheter, sedan årtionden tillbaka, blev startskottet för det libanesiska inbördeskriget.
Mellan 1990 och 2005 levde Aoun i Frankrike i exil.
Sedan 1968 har Aoun varit gift med Nadia El-Chami. Paret har tre döttrar: Mireille, Claudine och Chantal.

## Michel Aouns ledarskap
När president Amin Gemayel avgick 1988 kunde det libanesiska parlamentet inte enas om en ny president och två rivaliserande administrationer upprättades. Aoun ledde den ena av dessa, från den 22 september 1988 till den 13 oktober 1990.
Michel Aoun krävde ett syriskt tillbakadragande från Libanon. Till i början vann han stöd från den internationella samfundet och speciellt Arabförbundet. Med irakiska invasionen av Kuwait förändrades det internationella samfundets stöd och Syrien inblandning i Libanon kunde fortsätta. 1989 skrevs Tayeföverenskommelsen, som avslutade inbördeskriget, men som samtidigt legitimerade Syriens inflytande, både politiskt, ekonomiskt och militärt. General Michel Aoun vägrade infoga sig och inledde ett befrielsekrig som han förlorade. Han tog då sin tillflykt till Frankrike och ledde därifrån en politisk opposition för Libanons befrielse.
I april 2005, efter att det syriska tillbakadragandet fullbordats, återvände Aoun till Libanon, där han möttes som en hjälte.
"Generalen" leder nu den Fria patriotiska fronten, som har sitt mål i ett välmående, sekulariserat och demokratiskt Libanon. 2006 ingick Aoun och hans parti en överenskommelse om politisk samverkan med Hizbollah.
Under 2019–2020-protesterna har en del av demonstranterna krävt Aoun att avgå.